# Elisabeth Josephi
Elisabeth Josephi (* 7. September 1888 in Friedrichsstadt an der Düna, Lettland) als Elisabeth von Kade; † 12. März 1986 in Sarstedt war eine deutsche Schriftstellerin.
Sie war Internatsleiterin in Heydekrug und Schriftstellerin.

## Werke
- Streiflichter aus dem Osten, Memelländische Rundschau, Heydekrug 1934
- Der große Brand in Memel, o. O. 1938 (Schauspiel; aufgeführt in Memel und Hamburg)
- Ohne Land. Roman aus Kurland, Holzner-Verlag, Leipzig 1942
- Unser Pastor. Roman aus d. Baltikum, Kaufmann, Lahr 1961; später dtv und Ullstein TB, ISBN 978-3-548-22265-3
- Arzt im Osten, Molden, Wien, München, Zürich 1976, ISBN 3-217-00724-7